# أوسترومي لينكس
أوسترومي لينكس (بالإنجليزية: Austrumi Linux) هي توزيعة لينكس حيَّة تعتمد على سلاكوير، تمَّ إنشاؤها وصيانتها بنشاط من قبل مجموعة في لاتغال [الإنجليزية]، بلاتفيا. التوزيعة مُوجَّهة للعمل على موارد النظام المحدودة، ويتم تشغيل نظام التشغيل بالكامل مع جميع تطبيقاته من ذاكرة الوصول العشوائي؛ لهذا يُمكن أن تكون التوزيعة سريعة عند الاستخدام.

## وصلات خارجيَّة
- الموقع الرسمي